# Forces libanaises
Pour les articles homonymes, voir FL.
Pour la milice de la guerre du Liban, voir Forces libanaises (milice).
 (août 2018).
Si vous disposez d'ouvrages ou d'articles de référence ou si vous connaissez des sites web de qualité traitant du thème abordé ici, merci de compléter l'article en donnant les références utiles à sa vérifiabilité et en les liant à la section « Notes et références ».

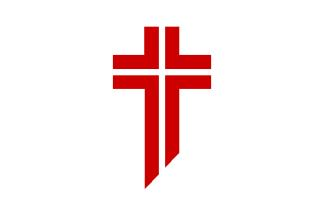
La croix biseautée, également appelée croix de la résistance libanaise, était l'un des symboles des Forces Libanaises. Actuellement il est encore utilisé par certains partisans mais n'est plus officiellement le symbole des FL

Les Forces libanaises ou FL (en arabe : القوات اللبنانية), est un parti politique libanais et une ancienne milice chrétienne crée en 1976, qui jouèrent un rôle majeur dans la guerre civile libanaise. Elle est un parti politique depuis 1990. 
Le mouvement est officiellement laïc, mais dans les faits il a toujours été composé majoritairement par des chrétiens, et plus spécialement par des Maronites et des grec-catholiques melkites qui sympathisent avec les Forces libanaises par communautarisme. 
Pendant la guerre civile, les Forces libanaises ont combattu différents opposants à différents moments : l'Organisation de libération de la Palestine, le Mouvement national libanais puis la coalition du Front national libanais de la résistance, les chrétiens pro-syriens de la Brigade Marada et des Forces libanaises – Commandement Exécutif, l'armée arabe syrienne, le Parti socialiste progressiste du Chouf, dominé par les Druzes, et l'armée libanaise fidèle au général Michel Aoun. 
Après l'assassinat de son chef, Bachir Gemayel, en 1982, des frictions politiques au sein du Front libanais ont entraîné une distance croissante entre les militants des Kataeb et le reste des Forces libanaises. En fin de compte, les Forces Libanaises et les Kataeb sont devenues deux forces distinctes au sein du Front Libanais. Quelques soulèvements ont conduit le commandant en chef des Forces libanaises, Samir Geagea, à prendre le relais et à dissoudre le Front libanais à la fin des années 1980.
Après la fin de la guerre civile, Geagea a créé le Parti des Forces Libanaises. En 1994, alors que le Liban était sous occupation syrienne, le parti fut interdit, Geagea emprisonné et les activités de ses militants réprimées par les services libanais au Liban. Les Forces libanaises sont revenues en tant que force politique après la révolution du Cèdre début 2005, qui a abouti au retrait des troupes syriennes du Liban. Peu de temps après, Geagea a été libéré de prison et continue aujourd’hui de diriger le parti.
Ses principaux rivaux chrétiens sont les Maronites du Mouvement Marada et du Courant patriotique libre ainsi que des chrétiens membres de partis laïcs non-confessionnels comme le Parti Baas libanais et le Parti social nationaliste syrien, ces derniers contiennent de nombreux chrétiens orthodoxes.

## Histoire récente (1976 - 1982)
En opposition à l'alliance entre les Palestiniens et les milices du Mouvement national libanais puis du Front national libanais de la résistance, les Forces libanaises (FL) se formèrent en 1976 sous la direction de Bachir Gemayel comme l'aile militaire de la coalition du Front Libanais. Les FL étaient à l'origine une coalition de diverses milices chrétiennes, incluant les Noumour Al-Ahrar (liés au Parti national-libéral de l'ancien président libanais Camille Chamoun) et les militants des Gardiens des Cèdres, dirigés par Étienne Sacr, mais en fait dominés par la Phalange des frères Gemayel, l'aile militaire du parti Kataeb de Pierre Gemayel. Gemayel transforma les FL en une formidable force militaire absorbant parfois par la force les milices chrétiennes plus petites.Les FL dominaient alors la partie chrétienne de l'espace politique libanais. Ces années sont considérées comme l'époque dorée des Forces libanaises, qui jouissaient d'une forte popularité au sein des communautés chrétiennes pour les divers services offerts à une population qui ne recevait rien de l'État : protection, sécurité sociale, etc[réf. nécessaire].
Les FL reçoivent un appui militaire et financier de la part du gouvernement israélien dans les premières années de la guerre civile.
L'intervention militaire israélienne au Liban de 1982 ouvrit la voie de l'élection présidentielle à Béchir Gemayel le 23 août.

## Les années Amine (1982 - 1988)
Bachir Gemayel fut assassiné le 14 septembre 1982, une semaine avant son entrée en fonction. Son frère, Amine le remplaça comme président et son cousin Fadi Frem, comme chef des FL. Les deux cousins eurent une relation difficile, et en 1984, la pression d'Amine Gemayel amena le remplacement de Frem par Fouad Abou Nader (le 9 octobre). Abou Nader refusa l'affrontement en mars 1985 voulu par une faction menée par Samir Geagea et Elie Hobeika.
Avec les yeux apparemment braqués vers la présidence, Hobeika entama des négociations secrètes avec le gouvernement syrien pour mettre fin au conflit[réf. nécessaire]. Le 28 décembre 1985, il signe l'accord tripartite de Damas ayant pour but de renforcer la présence syrienne au Liban contre la volonté de Geagea et des autres dirigeants. Geagea mobilisa les factions opposées des FL le 15 janvier 1986 et attaqua le quartier général des FL à Karantina, où Hobeika fut encerclé. Il sera livré à l'armée libanaise sous le commandement du général Aoun, sous forte pression syrienne. Hobeika se rendit, puis s'installa d'abord à Paris et ensuite à Damas. En prenant les commandes des FL, Geagea lança un mouvement pour rééquiper et réorganiser la milice. Il institua également un programme d'aide sociale dans les zones contrôlées par les FL[réf. nécessaire].
En 1987, la milice collabore à un trafic de déchets toxiques. Un rapport de l'organisation Greenpeace précise que « 15 800 barils de différentes tailles et 20 conteneurs de déchets toxiques ont été exportés illégalement d'Italie au Liban. Des hommes armés appartenant aux Forces libanaises ont dissimulé l'opération, soudoyés avec une partie de la somme payée par une société italienne à des entreprises libanaises. » En 1988, la baignade est interdite au Liban tant les eaux sont contaminées par ce trafic.

## Les années Aoun (1988 - 1990)
Deux gouvernements rivaux se disputèrent la reconnaissance après le départ d'Amine Gemayel de la présidence en septembre 1988.
Les FL soutinrent au début celui dirigé par le général Michel Aoun, qui était aussi le chef de l'armée libanaise, et participèrent à sa « guerre de libération » contre la Syrie. Aoun et Geagea se brouillèrent bientôt, le second choisissant de se rallier aux accords de Taëf.
Des combats éclatèrent entre la milice de Geagea et les partisans d'Aoun. Pour ce dernier, il n'y avait plus de place pour une milice (alors qu'ils se battaient ensemble contre l'armée syrienne). Ce revirement plonge le camp chrétien dans une sanglante guerre fratricide, l'armée et les FL s'affrontant à l'arme lourde.

## La deuxième république (1990 - )
Après la reddition d'Aoun le 13 octobre 1990, plusieurs postes ministériels ont été proposés à Samir Geagea dans le nouveau gouvernement. Il refusa plusieurs fois, indiquant qu'il était opposé aux interventions syriennes dans les affaires libanaises, et ses relations avec le gouvernement se détériorèrent.
Après la fuite de Michel Aoun, les Forces libanaises décident de déposer les armes conformément à leur engagement en faveur des accords de Taëf. 
Le 21 avril  1994, Geagea fut arrêté, pour l'implication des FL dans l'explosion de l'église Sayyidet Al Najat (au nord de Beyrouth), et officieusement pour s'être opposé à la domination syrienne sur le Liban et à chaque décision du gouvernement libanais, alors présidé par Rafiq Hariri.[réf. nécessaire] Le gouvernement libanais émit également un décret de dissolution des FL en raison de cette même attaque. Jusqu'à aujourd'hui, il n'existe pas de certitude quant à l'identité des acteurs de cette attaque.  Avant son arrestation, Geagea fut averti des risques qu'il courait, mais décida de rester au Liban. Lors de son procès - jugé inéquitable par Amnesty International - des charges supplémentaires furent retenues contre lui, dont l'assassinat de l'ancien Premier ministre Rachid Karamé en 1987 et de Dany Chamoun en 1990 (qui fut plus tard attribué à Élie Hobeika). Le tribunal lui reprocha également de continuer à diriger une milice armée en la faisant passer pour un parti politique. Il fut condamné à la prison à vie et incarcéré à l'isolement strict excepté les visites de son épouse et de sa propre famille.
Les militants des FL ont participé activement à la Révolution du Cèdre de 2005. Aux élections qui suivirent en mai et juin de la même année, les FL s'allièrent avec le courant du futur de Saad Hariri et le Parti socialiste progressiste de Walid Joumblatt. Cette coalition remporta 72 sièges (dont 5 députés FL) sur les 128 que comporte le parlement. Samir Geagea fut amnistié le 26 juillet 2005.
En 2009, le parti remporta 8 sièges aux législatives 2009, dont deux députés à Bécharré, trois à Zahlé, un député au Batroun, Chouf et Koura. En 2014, le parti annonça une liste de candidats partout au Liban, comptant jusqu'à 26 candidats. 
En 2015, les Forces Libanaises ont établi une feuille d'intentions avec le Courant Patriotique Libre (CPL) sous la présence du député Ibrahim Kanaan et le représentant des FL, Melhem Riachi.
Des miliciens des Forces libanaises sont accusés d’être les auteurs de la fusillade d'octobre 2021 contre une manifestation du Hezbollah et du Amal, tuant sept personnes et en blessant des dizaines d'autres.

## Députés actuels
- Georges Adouan – élu en 2005, réélu en 2009, 2018
- Joseph Ishac – élu en 2018.
- Fadi Saad – élu en 2018.
- Sethrida Geagea (épouse de Samir Geagea) – élue en 2005, réélue en 2009, 2018
- George Okais – élu en 2018.
- Ziad Hawat – élu en 2018.
- Imad Wakim – élu en 2018.
- Antoine Habchi - élu en 2018.
- Chawki Daccache - élu en 2018.
- Pierre Bouassi - élu en 2018.
- Maged Eddy Abillama - élu en 2018.
- Wehbe Katicha - élu en 2018.
- Cesar Maalouf - élu en 2018.
- Anis Nassar - élu en 2018.
- Jean Talouzian - élu en 2018.

## Personnalité en rupture avec l'action violente
En 2000, Assaad Chaftari, ancien responsable du renseignement des Forces libanaises et ex-bras droit d’Elie Hobeika, publie une lettre d'excuses au peuple libanais dans un journal national, pour ses actions de guerre. Il se consacre personnellement à promouvoir le changement personnel, la consolidation de la paix et la réconciliation,.